# Жизнепригодность планеты
Жизнеприго́дность плане́ты — пригодность небесного тела для возникновения и поддержания жизни. Сейчас жизнь известна только на Земле и ни одно небесное тело нельзя уверенно признать пригодным для жизни — можно только оценивать степень этой пригодности на основе степени сходства условий на нём с земными. С другой стороны, космическое тело, непригодное для жизни одного типа, может быть вполне пригодно для жизни другого типа (см. статью об альтернативной биохимии.) Таким образом, особый интерес для поиска внеземной жизни, подобной земной, представляют планеты и спутники планет с условиями, подобными земным.
Условия на небесных телах определяются факторами, некоторые из которых для многих тел известны, — физическими характеристиками (в частности, массой и строением), химическим составом, и орбитальными характеристиками, а также параметрами звезды, вокруг которой это тело обращается. Исследованиями в этой области (как теоретическими, так и экспериментальными) занимается относительно молодая наука — астробиология — смежная с биологией и планетологиейa.
Живые организмы всегда нуждаются в источнике энергии. Кроме того, должен выполняться ряд других условий: геофизических, геохимических и астрофизических. В программе развития астробиологии НАСА признаки жизнепригодности планет определены так: большие водоёмы и условия, способствующие синтезу сложных органических веществ, а также наличие источника энергии для поддержания метаболизма.
Оценки жизнепригодности планеты делают на основе её химического состава и физических характеристик (в том числе характеристик её атмосферы) и особенностей орбиты. По этим данным можно сделать выводы о том, какие химические реакции на рассматриваемой планете возможны. Кроме того, жизнепригодность планеты зависит от свойств звезды, вокруг которой она обращается. Звезда должна иметь стабильную светимость в течение достаточно долгого периода времени, достаточного для возникновения и эволюции жизни, не быть сильнопеременной и содержать достаточно много тяжёлых элементов (что даёт возможность формирования землеподобных планет). Важнейший объект изучения астробиологии — каменные планеты и спутники, поскольку там возможна жизнь на основе углерода. Но не исключено и существование жизни с совсем другой биохимией, возможной и на других небесных телах.
Идея, что жизнь может существовать и вне Земли, возникла очень давно. Её рассматривали и философия, и естественные науки. В конце XX века произошло два прорыва в этой области. Во-первых, исследование автоматическими межпланетными станциями других планет и их спутников в Солнечной системе дало много важной информации об этих телах и позволило детально сравнивать их с Землёй по геофизическим параметрам. Во-вторых, стало возможным находить экзопланеты (PSR 1257+12 — первая найденная экзопланета (обнаружена в 1991 году)), и с тех пор количество известных экзопланет постоянно растёт. Так было доказано, что планеты есть не только у Солнца, и горизонт поисков жизни расширился за пределы Солнечной системы.

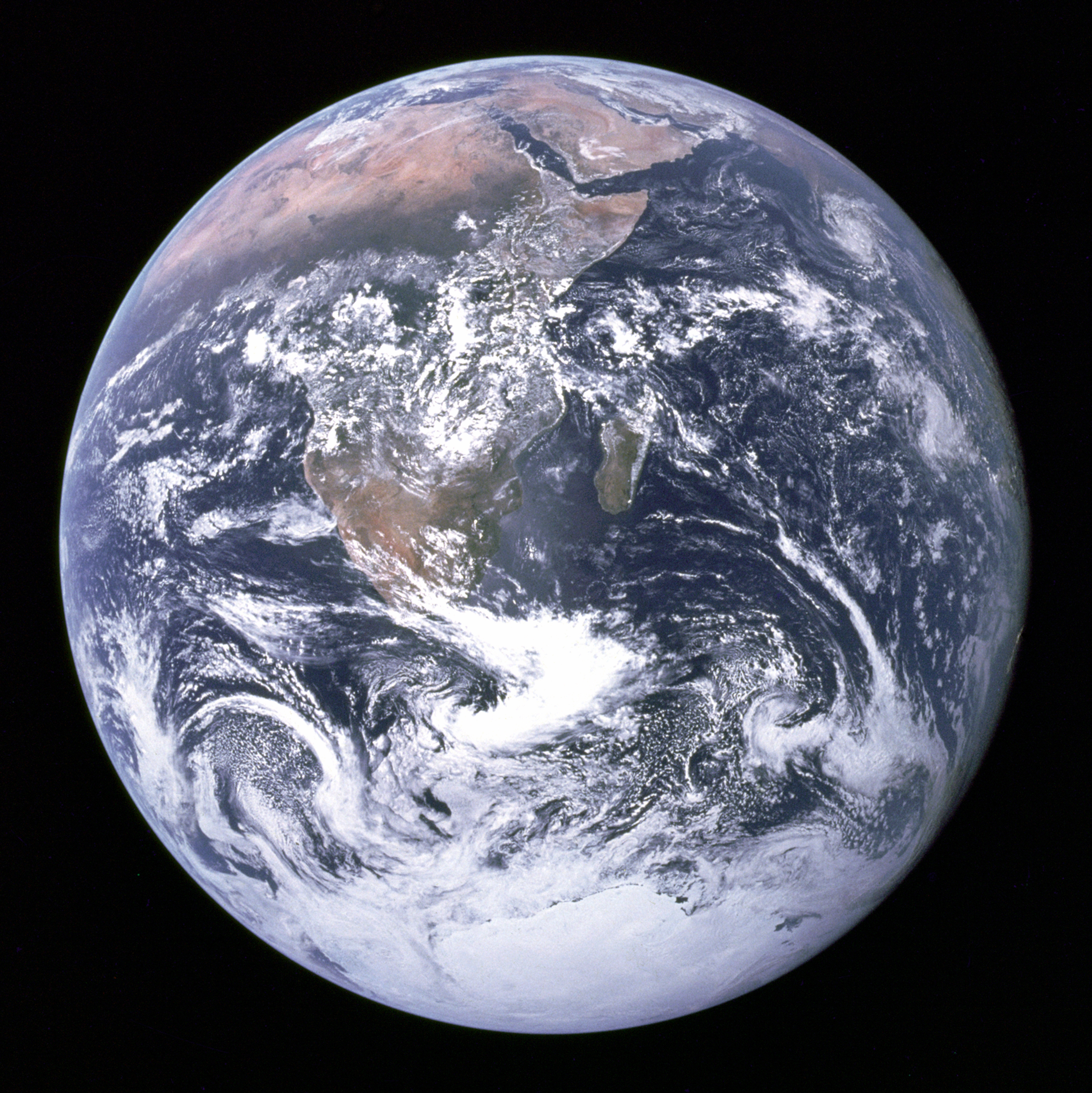
Оценки жизнепригодности планет основываются на степени сходства условий на них с условиями на Земле, потому что это единственная известная обитаемая планета

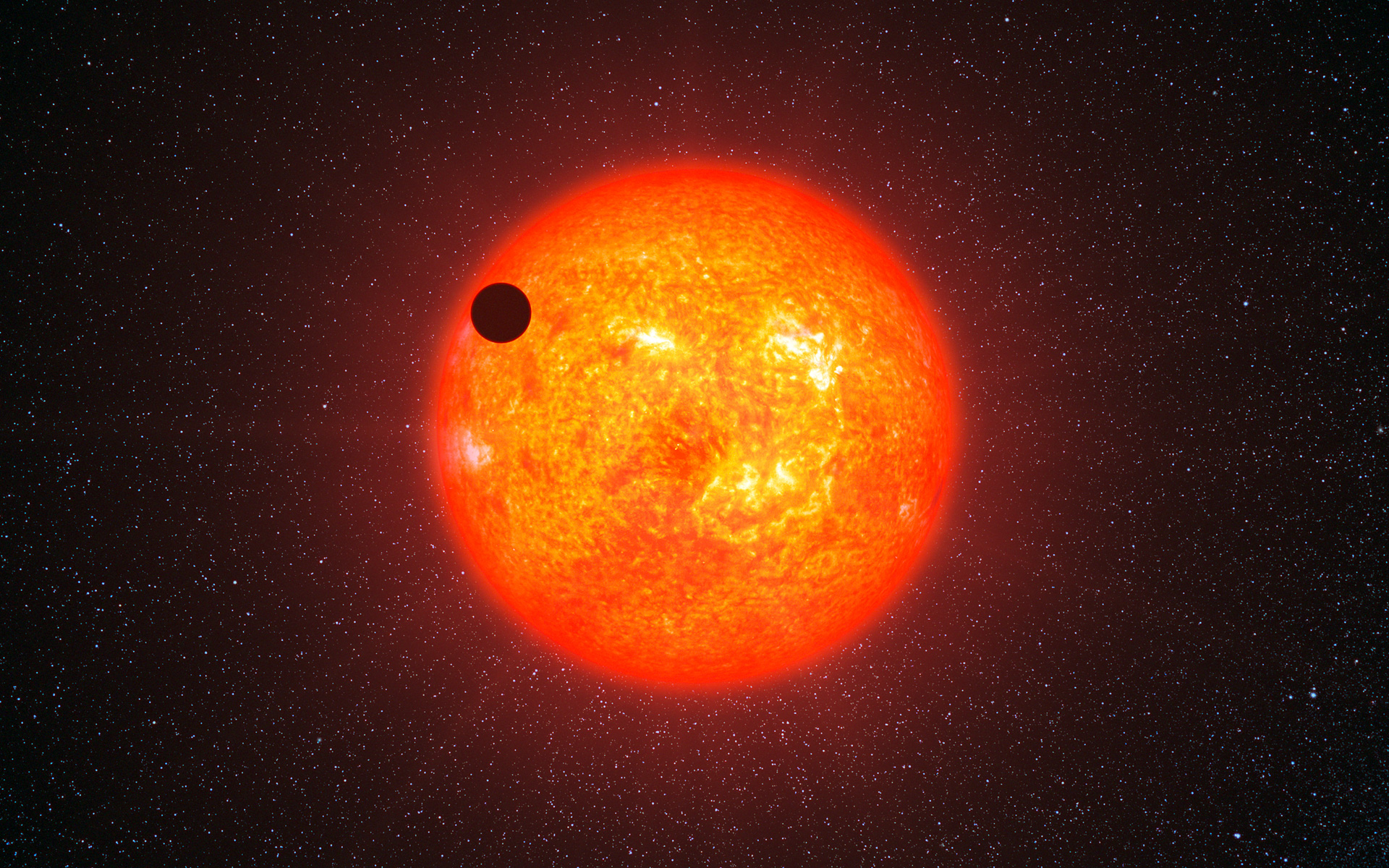
Экзопланета, обращающаяся вокруг красного карлика GJ 1214, в представлении художника

## Пригодные звёздные системы

### Спектральный класс
Спектральный класс звезды — показатель температуры её фотосферы, которая для звёзд главной последовательности коррелирует с массой (см. диаграмма Герцшпрунга — Рассела). Пригодными для жизни считаются звёздные спектральные классы в интервале от G или раннего F до среднего K. Это соответствует промежутку температур от чуть более 7000 K до чуть более 4000 K. Например Солнце — звезда класса G2 V с температурой фотосферы в 6000 K. Такие звёзды, при условии средней светимости, обладают рядом важных характеристик, способствующих жизнепригодности их планет:
- Они живут — пребывают на главной последовательности — не менее нескольких миллиардов лет, что даёт жизни достаточно времени на зарождение и развитие. Более яркие звёзды — классов O, B, и A — обычно живут менее миллиарда лет (некоторые из звёзд О-класса — даже менее 10 миллионов лет). Время жизни Солнца — около 10 млрд лет, а звёзд класса K — более 20 млрд лет[4]b.
- Они испускают достаточно много ультрафиолетового излучения, чтобы запустить в атмосферах планет важные для жизни процессы (синтез органических соединений в ранней атмосфере и образование озонового слоя в более поздней), но не так много, чтобы ионизация убила зарождающуюся жизнь[5].
- Эти звёзды достаточно яркие, чтобы обеспечить существование жидкой воды (или иной функционально аналогичной жидкости) даже на далёких планетах. Близкие к звезде планеты для жизни малопригодны, поскольку приливные силы могут ввести их в приливный захват, и на них не будет смены дня и ночи[6].

В этот спектральный диапазон, вероятно, попадают 5–10 % звёзд в нашей галактике. Подавляющее большинство звёзд во Вселенной составляют менее яркие звёзды классов K и M (красные карлики), поэтому очень важно решить вопрос о жизнепригодности их планет. Красным карликом является и Глизе 581, — первая звезда, у которой обнаружили скальную планету, находящуюся в зоне обитаемости (Глизе 581 c). Эта планета (относящаяся к суперземлям) может иметь жидкую воду. Но возможно, что она слишком горяча для существования жизни из-за парникового эффекта. Вероятно, на следующей планете этой системы — Глизе 581 d — условия более комфортные. Однако их возможное нахождение в приливном захвате жизни не благоприятствует.

### Стабильная зона обитаемости
Зоной обитаемости считается участок околозвёздного пространства, внутри которого планеты могут иметь жидкую воду. Например для жизни Земного типа, наличие жидкой воды — одно из важнейших (наряду с наличием источника энергии) условий для существования жизни. Но не исключено, что этот вывод — следствие ограниченности наших знаний. Если будет открыта жизнь, не требующая воды (например, на основе жидкого аммиака), то это изменит представления о зонах обитаемости: жизнепригодным окажется намного больший объём пространстваc. Появится понятие зоны обитаемости для каждого типа жизни, и зона, пригодная для водно-углеродной жизни (аналогичной земной), будет лишь частным случаем.
Отмечают два фактора стабильности зоны обитаемости. Первый — её границы не должны сильно меняться со временем. Конечно, светимость всех звёзд постепенно возрастает, и зона обитаемости от звезды отодвигается, но если это происходит слишком быстро (как, например, в случае звёзд-гигантов), то планеты пробудут внутри обитаемой зоны недостаточно долго, и шанс возникновения на них жизни очень мал. Расчёт положения границ зоны обитаемости и их смещения со временем довольно сложен (в частности, из-за отрицательных обратных связей в CNO-цикле, способных сделать звезду более стабильной). Даже для Солнечной системы оценки границ обитаемой зоны варьируются в широких пределах. Кроме того, возможность существования на планете жидкой воды сильно зависит и от физических параметров самой планеты.
Фактор второй — отсутствие вблизи зоны обитаемости сверхмассивных тел, таких как планеты-гиганты, чьё гравитационное воздействие могло бы препятствовать образованию землеподобных планет. К примеру, пояс астероидов показывает, что рядом с Юпитером отдельные тела не смогли соединиться в планету из-за его резонансного действия, и появись юпитероподобная планета между Венерой и Марсом — Земля почти наверняка не смогла бы приобрести свой нынешний вид. Однако газовый гигант в зоне обитаемости при благоприятных условиях мог бы иметь обитаемые спутники.
В Солнечной системе планеты земной группы расположены внутри, а газовые гиганты — снаружи, но данные по экзопланетам показывают, что эта схема не универсальна, — часто планеты-гиганты находятся на близких к своим звёздам орбитах, разрушая потенциальную зону обитаемости. Однако возможно, что в списке известных экзопланет таких случаев много только потому, что их намного легче обнаруживать. Таким образом, неизвестно, какой тип планетных систем преобладает.

### Низкая переменность
Со временем меняется светимость практически всех звёзд, но амплитуда переменности у разных звёзд сильно отличается. Звёзды в середине главной последовательности наиболее стабильны, а большинство красных карликов внезапно и интенсивно вспыхивают. Планеты около таких звёзд малопригодны для жизни, так как для неё неблагоприятны резкие скачки температуры звезды. Кроме того, рост светимости сопровождается увеличением потока рентгеновского и гамма-излучения, которое тоже вредно для живых организмов. Атмосфера смягчает такое воздействие (удвоение светимости звезды не обязательно приведёт к двукратному росту температуры на планете). Но под действием излучения подобной звезды атмосфера может и улетучиться.
В случае Солнца переменность незначительна: его светимость на протяжении 11-летнего солнечного цикла меняется всего на 0,1 %. Но есть сильные (хотя и не бесспорные) признаки того, что даже небольшие колебания светимости Солнца могут значительно влиять на климат Земли даже на протяжении исторического времени. (Например, Малый ледниковый период в середине II тысячелетия н. э. мог быть следствием относительно длительного снижения светимости Солнца.) Таким образом, звезда должна быть не настолько переменной, чтобы изменения её светимости могли оказывать влияние на возможную жизнь. Именно большая амплитуда «солнечного цикла» представляется главным препятствием для жизнепригодности планет звезды 18 Скорпиона — одного из наиболее похожих на Солнце его аналогов. В других отношениях 18 Скорпиона и Солнце очень похожи.

### Высокая металличность
Любая звезда главной последовательности состоит в основном из водорода и гелия, а содержание других элементов может сильно варьироваться. Эти элементы в астрофизике условно называют металлами. Это не только металлы в обычном смысле слова, но и другие элементы (такие как углерод, азот, кислород, фосфор, сера и др.). Чем больше металлов в протозвезде, тем больше их и в её протопланетном диске. В бедном металлами диске появление каменных планет затруднено, и они, скорее всего, будут маломассивными и неблагоприятными для жизни.
Спектроскопические исследования звёздных систем, где были найдены экзопланеты, подтверждают взаимосвязь между высокой концентрацией металлов в звёздах и образованием планет: «звёзды с планетами (по крайней мере, подобными известным сегодня) явно богаче металлами, чем звёзды, не имеющие планет». Из необходимости высокой металличности следует необходимость относительной молодости звезды: звёзды, возникшие в начале истории Вселенной, бедны металлами и имеют меньше шансов на формирование вокруг них планет.

## Характеристики планет

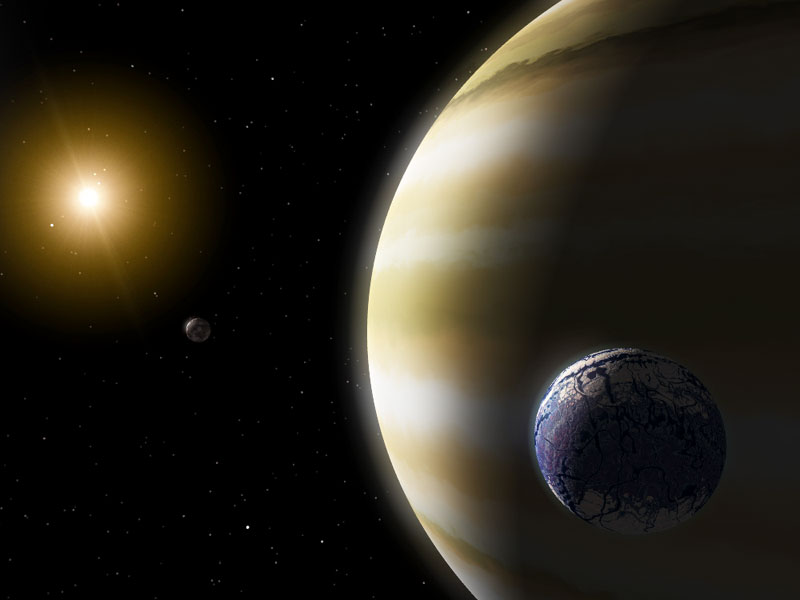
Спутники некоторых газовых гигантов могут быть обитаемы

Обитаемость ожидается в первую очередь от землеподобных планет. Они имеют массу, близкую к массе Земли, состоят в основном из силикатных пород и не окутаны толстой водородно-гелиевой атмосферой, характерной для газовых гигантов. Впрочем, нельзя полностью исключить возможность развития жизни в верхних облачных слоях планет-гигантов и сверхпланет-коричневых карликовd, но это маловероятно, ибо они не имеют твёрдой поверхности и их гравитация слишком велика.
Между тем, землеподобные спутники планет-гигантов вполне обоснованно рассматриваются как возможные места существования жизни.
При оценке жизнепригодности каких-либо небесных тел надо принимать во внимание, что требовательность разных организмов сильно отличается. Сложные многоклеточные организмы (например, животные) намного более требовательны к условиям, чем простые одноклеточные (например: бактерии и археи). Следовательно, одноклеточные непременно более распространены во Вселенной, чем многоклеточные, ибо первые могут жить и там, где не могут вторыеe. Ниже приведены условия, достаточные для жизни вообще, но не любые из них достаточны для сложноорганизованной жизни.

### Масса

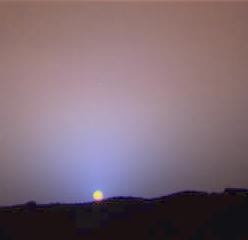
Марс с его разреженной атмосферой был бы холоднее, чем Земля, даже будь он на таком же расстоянии от Солнца

Жизнь на планетах с малой массой маловероятна в силу двух причин. Первая — их сравнительно малая гравитация не способна долго удерживать достаточно толстую и плотную атмосферу. Вторая космическая скорость на таких планетах сравнительно мала, и поэтому молекулам атмосферы такой планеты гораздо легче её покинуть. Такая атмосфера будет сравнительно быстро «сдута» в космос солнечным ветром. При низком атмосферном давлении затруднено (а при давлении < 0,006 земного — вовсе невозможно) существование жидкой воды. На планетах без плотной атмосферы может не хватать нужных для появления жизни химических веществ. Кроме того, они слабее защищены от жара своих звёзд и космического холода, поскольку на них слабо выражены теплообмен между разными участками поверхности и парниковый эффект (например, Марс с его разреженной атмосферой был бы холоднее Земли, даже будучи на том же расстоянии от Солнца). Неплотная атмосфера плохо защищает от метеоритов и космических лучей.
Причина вторая — маленькие планеты имеют большее отношение площади поверхности к объёму, чем их крупные собратья, и, как следствие, их недра быстрее остывают. Это приводит к прекращению геологической активности, которая важна для жизни (по крайней мере, земной) в силу нескольких причин. Во-первых: конвекция в недрах планеты необходима для образования магнитного поля, защищающего поверхность планеты от высокоэнергичных частиц. Во-вторых: вулканы выбрасывают в атмосферу углекислый газ, важный для регулирования температуры на планете. В-третьих: тектоника плит выносит на сушу важные вещества, когда-то захороненные на океанском дне (например, фосфор). В-четвёртых: движение континентов, их распад и объединение оказывают сильное влияние на климат планеты и разнообразие жизни.
«Маломассивная планета» — понятие относительное. Земля маломассивна по сравнению с газовыми гигантами и суперземлями, но является крупнейшей по массе, диаметру и плотности из всех землеподобных планет в Солнечной системеf.
Земля достаточно массивна, чтобы удерживать своей гравитацией плотную атмосферу и достаточно велика, чтобы её недра долго оставались горячими и подвижными, создавая условия для геологической активности на поверхности (один из источников этого тепла — распад радиоактивных элементов в земном ядре). Марс же — вдвое меньший, чем Земля — уже почти (возможно, и полностью) геологически мёртвый: его недра уже остыли и геологическая активность затухла. Кроме того, он потерял большую часть своей атмосферы.
Таким образом, можно заключить, что нижний предел массы жизнепригодной планеты лежит где-то между массами Марса и Земли. В качестве грубой оценки этого предела было предложено значение 0,3 земной массы. Но в 2008 г. учёные из Гарвард-Смитсоновского центра астрофизики предположили, что этот порог может быть больше — в районе 1 массы Земли, поскольку при меньших значениях, вероятно, невозможна тектоника плит. Венера, масса которой лишь на 15 % меньше земной, практически не имеет тектонической активности. Напротив, суперземли — планеты, подобные Земле, но с большей массой, — могут иметь более сильную тектонику плит, что повышает их жизнепригодность.
В конечном счёте, большие планеты имеют большее железосодержащее ядро. Это позволяет существовать стабильному магнитному полю, защищающему поверхность планеты от космических лучей — потоков высокоэнергичных заряженных частиц, которые иначе бомбардировали бы поверхность планеты и постепенно «сдували» её атмосферу. Масса — не единственный фактор, влияющий на стабильность и мощность магнитного поля: планета должна ещё и достаточно быстро вращаться для поддержания динамо-эффекта в ядре.
Есть и исключительные случаи, когда горячие недра и геологическую активность имеют даже маленькие тела. Это возможно, если они являются спутниками планет и обращаются по эксцентричной орбите. В таком случае на каждом витке орбиты спутник приближается и удаляется от планеты, что приводит к изменению величины приливной силы и, как следствие, к деформациям спутника. При этом его недра за счёт трения нагреваются. Этим обуславливаются высокая вулканическая активность маленькой Ио и существование подземного океана на Европе. Вследствие этого последняя считается одним из наиболее жизнепригодных после Земли объектов в Солнечной системе. Высказывались предположения о жизнепригодности гипотетических подземных водоёмов и некоторых других ледяных спутников планет-гигантов — Каллисто, Ганимеда, Энцелада и даже Реи. Очень далёкий от зоны обитаемости спутник Сатурна Титан тоже имеет шанс быть пристанищем жизни (если не водно-углеродной, то на основе других соединений), так как имеет плотную атмосферу и «водоёмы» из жидкого метана на поверхности. Эти спутники показывают, что масса — не всегда определяющий жизнепригодность фактор.

### Орбита и вращение
Для жизнепригодности планеты её орбитальные параметры (как и другие) должны быть достаточно стабильными. Кроме того, орбита не должна быть сильно эксцентричной, иначе расстояние от планеты до звезды будет меняться в широких пределах, а это приведёт к большим колебаниям температуры на поверхности планеты. Эти колебания для жизни — особенно для высокоразвитой — неблагоприятны (особенно если они доводят ключевую для жизни жидкость до кипения или замерзания). Земная орбита почти круговая, с эксцентриситетом менее чем 0,02. Очень мал он и у других планет Солнечной системы (исключение — Меркурий).
Собранная информация об эксцентриситетах орбит экзопланет стала сюрпризом для учёных: 90 % из них имеют больший эксцентриситет, чем известный в пределах Солнечной системы. Среднее значение составляет 0,25.
Вращение планет вокруг своей оси тоже должно отвечать определённым требованиям, дабы жизнь могла развиваться. Во-первых, на планете должна быть достаточно мягкая смена времён года. В то же время если наклон оси вращения планеты слишком мал, смены времён года не будет вовсе, и исчезнет стимул к периодическим изменениям в биосфере. Планета также будет в целом холоднее, чем она была бы при существенном наклоне оси: если солнце хорошо освещает лишь низкие широты, тёплая погода не распространяется на приполярные, и тогда внетропическая зона и климат планеты в целом находится во власти холодных полярных воздушных масс.
Если планета сильно наклонена, смена сезонов будет очень резкая, и биосфере будет трудно выдерживать такой климат. Однако наклон оси Земли сейчас (в четвертичном периоде) больше, чем в недавнем прошлом, и этому сопутствует отступление оледенения, повышение температуры и уменьшение её сезонных колебаний. Неизвестно, продолжилась ли бы эта тенденция с дальнейшим ростом наклона земной оси (см. «Земля-снежок»).
Результат этих изменений может показать только компьютерное моделирование, и оно показывает, что даже сверхбольшой наклон в 85 градусов не исключает жизнь на планете.
Рассматривать нужно не только средний наклон оси, но и его колебания с течением времени (так, наклон оси Земли изменяется от 21,5° до 24,5° с периодом 41 тыс. лет). Если наклон оси временами становится слишком большим, это приведёт к слишком большой сезонной разнице температур на планете.
Другие требования к характеру вращения планеты включают:
- Достаточно быстрое вращение, чтобы дни и ночи не были слишком длинные, — иначе суточные колебания температур могут быть слишком большими. Кроме того, быстрое вращение нужно для создания магнитного поля посредством динамо-эффекта.
- Желательно, чтобы ось вращения не сильно прецессировала. Сама по себе прецессия не влияет на климат, поскольку меняет только направление оси вращения, а не её наклон. Но в сочетании с другими факторами (например, эксцентриситетом орбиты) прецессия может периодически усиливать и ослаблять сезонные вариации погоды (см. «Циклы Миланковича»). Прецессия земной оси происходит с периодом 25 765 лет.

Существует мнение, что Луна играет ключевую роль в регуляции климата Земли, стабилизируя наклон оси её вращения. Согласно расчётам, в отсутствие Луны земная ось могла бы хаотично менять свой наклон, что привело бы к неблагоприятным для жизни изменениям климата. Таким образом, спутник для жизнепригодной планеты не только полезен, но и жизненно необходим, создавая нужную для развития жизни стабильность условий. Впрочем, это мнение спорноg.

### Геохимия
Обычно предполагается, что внеземная жизнь по биохимическим показателям сходна с земной. Ключевые для земной жизни элементы (органогены): углерод, водород, кислород и азот. Это и одни из самых распространённых химически активных элементов во Вселенной. Даже в метеоритах и межзвёздной среде есть их соединения, используемые и земной жизнью (в частности аминокислоты). Эти 4 элемента вместе образуют 96 % всей биомассы Земли. Углерод не имеет себе равных в способности образовывать каркасы сложных молекул огромного количества типов, что делает его лучшим базовым биогенным элементом — основой для формирования живых клеток. Водород и кислород образуют воду — растворитель, в котором происходят биологические процессы, и реакции в котором положили начало жизни на Земле. Энергия, освобождаемая при связывании углерода с кислородом, используется большинством сложных форм жизни. Из названных четырёх элементов состоят аминокислоты — строительные элементы белков, основы живой материи. Другие элементы, важные для жизни земного типа, — сера (важна для строительства белков) и фосфор (необходим для синтеза ДНК, РНК и аденозинофосфатов) — тоже нередки во Вселенной.
Относительное содержание элементов в планетах не всегда соответствует их содержанию в космосе. Например, из четырёх органогенов лишь кислород в изобилии встречается в земной коре. Это частично объясняется тем, что водород и азот (и в виде простых веществ, и в виде самых распространённых своих соединений, таких как диоксид и монооксид углерода, метан, аммиак и вода) довольно летучие. Поэтому во внутренней части Солнечной системы, где температура высока, эти элементы не могли играть большой роли в формировании планет. Они стали лишь примесью в составе коры, состоящей в основном из нелетучих соединений (например как кварца, который, однако, содержит кислород, что и объясняет распространённость этого элемента в земной коре). Выделение летучих элементов при вулканической деятельности внесло вклад в появление земной атмосферы. Эксперимент Миллера — Юри показал, что при наличии энергии (в разных видах) из существовавших на молодой Земле летучих соединений могли образовываться аминокислоты.
Однако вулканические выбросы не могут быть источником всей воды земных океанов. Это значит, что большая часть воды (и, вероятно, углерода) пришла из внешних областей Солнечной системы, удалённых от солнечного тепла, где она может долго оставаться замороженной. Это произошло благодаря кометам, падавшим на Землю. Они могли принести и много других важных для жизни лёгких соединений, в том числе аминокислоты, что стало толчком к развитию жизни. Таким образом, несмотря на широкое распространение четырёх органогенов, в жизнепригодной планетной системе, вероятно, должен быть перенос вещества из внешних областей во внутренние с помощью долгопериодических комет. Возможно, без них жизни на Земле не было бы.

### Микросреда и экстремофилы

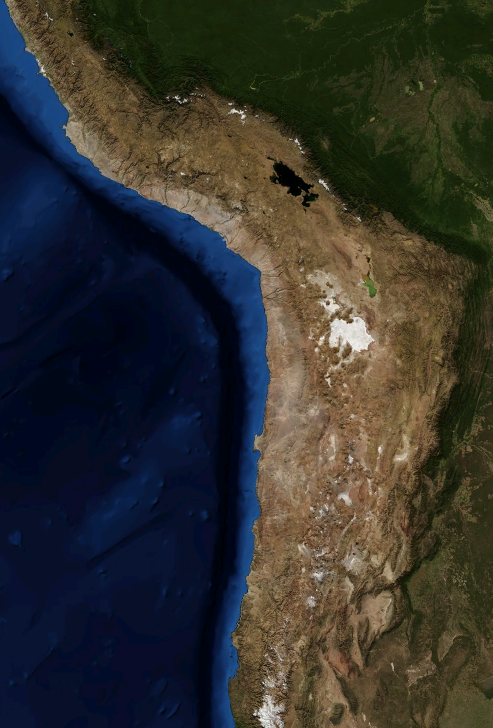
Пустыня Атакама может служить примером условий, аналогичных (во всяком случае, максимально подобных) марсианским. Это хорошее место для исследования границы между полной непригодностью и пригодностью к поддержанию жизни

Даже на жизнепригодной планете подходящие для жизни условия могут быть лишь на части поверхности. Астробиологи часто затрагивают тему микросреды и отмечают недостаточность данных о том, как её изменения влияют на эволюцию микроорганизмов. Большой интерес учёных вызвали экстремофилы — живые существа (чаще всего микроскопические), способные жить и размножаться в экстремальных условиях окружающей среды (очень высокие и/или очень низкие температуры, сверхвысокое давление и т. п.), такие как термофилы, психрофилы, барофилы, ацидофилы, ксерофилы и другие.
Открытие экстремофилов усложнило представления о жизнепригодности, расширив диапазон условий, рассматриваемых как пригодные для жизни. К примеру, такие организмы могли бы существовать на планете со слабой атмосферой (возможно, в глубоких разломах или пещерах, где давление максимально).
Убежищем для жизни могли бы стать и кратеры: есть предположение, что там может быть благоприятная для микроорганизмов среда. Так, на основе исследования кембрийского кратера Лоун-Хилл (Австралия) была выдвинута гипотеза, что быстрое отложение осадков создаёт защищённую микросреду, благоприятную для микроорганизмов, — подобное могло случаться и в геологической истории Марса.
Для астробиологии интересны и непригодные для жизни места на Земле: они полезны для выяснения пределов выносливости живых организмов. Интерес исследователей привлекла, в частности, пустыня Атакама (одно из наиболее засушливых мест на Земле). Её центральные области необитаемы, и это позволяет выяснить, по какому значению влажности проходит граница обитаемых участков. В отношении влажности эта пустыня служит земной моделью Марса. В 2003 году там провели исследования, частично воспроизводившие эксперименты аппаратов «Викинг», высадившихся на Марс в 1970-х годах. Результаты поиска жизни в Атакаме тоже оказались отрицательными: попытки инкубации микроорганизмов результатов не дали, как и попытки поиска ДНК.

## Альтернативные звёздные системы
Сначала астробиологи сосредотачивали внимание лишь на системах солнцеподобных звёзд, но потом начали рассматривать и возможность появления жизни в системах отличных от Солнца звёзд.

### Двойные звёздные системы
По обычным оценкам, примерно половина звёзд или даже больше являются двойными. Это может быть систематической ошибкой подсчёта (двойственность чаще встречается у ярких, то есть легко наблюдаемых звёзд). Более точный анализ показал, что самые распространённые — тусклые — звёзды обычно одиночны, и в целом одинарными являются до 2/3 всех звёздных систем.
Расстояние между компонентами двойной системы может лежать в пределах от долей астрономической единицы (а.е., расстояние от Земли до Солнца) до сотен а.е. Если радиус орбиты планеты намного меньше этого расстояния (в случае вытянутой орбиты — его минимального значения), гравитационное воздействие второй звезды на движение этой планеты будет незначительным. Однако стабильные планетные орбиты с радиусом, сравнимым с расстоянием между звёздами (точнее, лежащим в интервале примерно от 1/3 до 3,5 этого расстояния), невозможны. Одно исследование Альфы Центавра — ближайшей к Солнцу звёздной системы — показало, что двойные системы при поиске обитаемых планет игнорировать не стоит. Альфа Центавра-A и Альфа Центавра-B при максимальном сближении находятся на расстоянии 11 а.е. (а в среднем — 23 а.е., что примерно равно радиусу орбиты Урана), и могут иметь стабильную зону обитаемости.
Компьютерное моделирование показало, что в этой системе могут существовать довольно устойчивые планетные орбиты на расстояниях до 3 а.е. от каждой звезды (за критерий устойчивости взято изменение большой полуоси менее чем на 5 % за 32 000 периодов двойной системы). Радиус зоны обитаемости для Альфы Центавра A оценивают в 1,2–1,3 а.е., а для Альфы Центавра B — 0,73–0,74 а.е. В обоих случаях эта зона целиком находится внутри зоны стабильных орбит.

### Системы красных карликов

Зависимость температуры фотосферы от размера объекта. Планета, обращающаяся вокруг красного карлика (такого, как показан здесь) для достижения температур, подобных земным, должна находиться близко к звезде, что чревато приливным захватом

Выяснение жизнепригодности систем красных карликов очень важно для определения того, насколько может быть распространена жизнь во Вселенной, — ведь красные карлики составляют 70–90 % всех звёзд Галактики. Коричневых карликов (объектов, промежуточных между звёздами и планетами-гигантами), вероятно, ещё больше, чем красных, но они едва ли способны иметь жизнепригодные планеты, потому что излучают слишком мало тепла.
Астрономы много лет исключали красные карлики из списка кандидатов на роль звёзд, в системах которых может зарождаться жизнь. Их малая масса (от 0,1 до 0,6 солнечных масс) означает, что термоядерные реакции в них идут исключительно медленно, и они излучают очень мало света (0,01 %—3 % от излучаемого нашим Солнцем).
Любая планета, обращающаяся вокруг красного карлика, для достижения на своей поверхности температур, близких к земным, должна находиться очень близко к своей звезде. Например, у звезды Лакайль 8760 радиус орбиты жизнепригодной планеты должен быть около 0,3 а.е. (меньше, чем у Меркурия), а у звезды Проксима Центавра — даже 0,032 а.е. (год на такой планете будет длиться 6,3 дня). На таком расстоянии приливное действие звезды может синхронизировать вращение планеты: одна её сторона будет всегда повёрнута к звезде, а другая — от неё, и смены дня и ночи на планете не будет. Возможно также, что планета будет делать за один оборот вокруг звезды 1,5 (как Меркурий) или два оборота вокруг своей оси. В таком случае сутки будут очень длинные, что приведёт к большим суточным перепадам температур, а это затруднит существование жизни. Эти перепады могла бы сгладить толстая атмосфера, но она может препятствовать проникновению света звезды к поверхности планеты, уничтожая возможность фотосинтеза.
Дальнейшие исследования показали, однако, что для эффективного переноса тепла с дневной стороны на ночную достаточно и не очень плотной атмосферы. Исследования, проведённые Робертом Хэберлом и Маноджем Джоши из исследовательского центра НАСА в Эймсе, показали, что атмосфера способна к этому при парциальном давлении углекислого газа у поверхности в 0,10–0,15 атм.. Такая атмосфера может и не препятствовать фотосинтезу. Мартин Хет из Гринвичского Общественного колледжа показал, что при достаточной глубине океанов под ледяной шапкой ночной стороны могла бы циркулировать вода. Дальнейшие исследования (включая рассмотрение вопроса о достаточной для фотосинтеза освещённости планеты) показали, что синхронно вращающиеся планеты в системах красных карликов пригодны для жизни, по крайней мере, высших растений.
Низкая светимость красных карликов и вероятное нахождение их планет в приливном захвате — не единственные факторы, неблагоприятные для жизни. Ещё одна проблема — то, что эти звёзды излучают большую часть энергии в инфракрасном диапазоне, тогда как для фотосинтеза земного типа нужен видимый свет. Однако на планетах таких звёзд не исключён хемосинтез. Кроме того, отсутствие смены дня и ночи снимает необходимость к ней приспосабливаться.
Красные карлики обычно сильно переменны (имеют переменность типа UV Кита). Часто они покрываются пятнами, подобными солнечным, и их светимость может понижаться на величину до 40 % на многие месяцы, пока в какой-то момент звезда не вспыхнет. При этом её яркость может удвоиться за считанные минуты. Такие вспышки очень вредны для жизни, так как они не только могут разрушать органические соединения — основу живых организмов — но и «сдувать» значительный объём атмосферы планеты. Чтобы поддерживать жизнь, планета красного карлика должна иметь сильное магнитное поле, способное защищать её от сильного солнечного ветра. Для возникновения такого поля нужно быстрое вращение, а планета, находящаяся в приливном захвате, вращается очень медленно. Но красные карлики, согласно теории, энергично вспыхивают только в течение первых 1—2 миллиардов лет своей жизни. Таким образом, не исключена жизнь на планетах, которые в это время были на далёкой орбите (где и избежали приливного захвата), а потом по каким-то причинам переместились ближе, в зону обитаемости.
Красные карлики в астробиологическом плане имеют не только недостатки, но и одно преимущество: они очень долго живут. Временной масштаб эволюции можно оценить на примере Земли: для появления разумной жизни на нашей планете понадобилось 4,5 миллиарда лет (и ещё более миллиарда лет на ней будут подходящие для жизни условия). Это обеспечено длительностью стабильного существования Солнца (как и других жёлтых карликов). Красные карлики живут намного дольше — сотни миллиардов лет, потому что термоядерные реакции в них протекают медленней, чем в более массивных звёздах (причём в отличие от них, в красных карликах в реакции участвует весь водород, а не только водород ядра). Таким образом, жизнь на планетах маломассивных звёзд имеет больше времени для возникновения и развития. Возможно, долговечность и большое количество красных карликов компенсируют их недостатки: вероятность жизни в системе каждого отдельно взятого красного карлика очень мала, но суммарный объём их зон обитаемости равен суммарному объёму зон обитаемости солнцеподобных звёзд, причём в системах красных карликов зоны обитаемости существуют намного дольше.

## Галактическое окружение
На жизнепригодность планеты влияют не только её собственные параметры и свойства её звезды, но и их галактическое окружение. Научно обосновано, что одни зоны галактик — галактические зоны обитаемости — более благоприятные для жизни чем другие. Так, Солнечная система находится в Рукаве Ориона Млечного пути, на краю галактики, и это способствует её жизнепригодности по нескольким причинам:
- Она находится не в шаровом скоплении, где большая концентрация звёзд порождает большую интенсивность излучения и гравитационные возмущения. Кроме того, в шаровых скоплениях очень мало тяжёлых элементов.
- Она не находится вблизи мощных источников гамма-излучения.
- Она не находится вблизи центра галактики, где высока плотность звёзд и возможно интенсивное ионизирующее излучение (например, от магнитаров и сверхновых). Опасность для окружающих объектов может представлять и сверхмассивная чёрная дыра, находящаяся в центре галактики.
- Круговая орбита Солнца вокруг центра галактики удерживает Солнце от входа в плотные зоны спиральных рукавов, которые опасны интенсивным излучением и гравитационными возмущениями[45].

Таким образом, для жизнепригодности планеты её звезда должна быть отдалённой от других звёзд. Если звезда окружена множеством других, — в её окрестностях высока интенсивность опасных излучений. Кроме того, близкие соседи могут нарушать стабильность орбит в удалённых секторах звёздной системы (таких, как объекты облака Оорта и пояса Койпера), и они смогут проникать во внутренние части планетной системы и сталкиваться с обитаемой планетой.
Жизнепригодность звёзд системы снижает не только большая концентрация близких звёзд, но и чрезмерная изоляция. В бедных звёздами участках Млечного Пути слишком мала частота звёздообразования и не хватает тяжёлых элементов. Таким образом, «провинциальное» расположение, какое имеет наша Солнечная система, для жизни благоприятнее, чем центр галактики или самые дальние её окраины.

## Другие соображения

### Альтернативная биохимия
Обычно изыскания о внеземной жизни основываются на предположении, что развитые формы жизни биохимически близки к земным и, следовательно, требуют для своего существования условий, аналогичных земным. Но есть и гипотезы об альтернативной биохимии, предполагающие возможность жизни с обменом веществ, отличным от земного. В книге «Evolving the Alien» биолог Джек Коэн (Jack Cohen) и математик Иэн Стюарт (Ian Stewart) утверждают, что астробиология, основанная на гипотезе уникальной Земли, «ограниченна и уныла». Они предположили, что землеподобные планеты могут быть редкими, но сложные формы жизни могут появиться и в других условиях. Однако эта жизнь не будет основана на углероде. В качестве альтернативы углероду чаще всего называют кремний, а в качестве альтернативы воде — аммиак.
Ещё более умозрительные идеи касаются возможности жизни на совсем иных телах, нежели землеподобные планеты. Астроном Фрэнк Дрейк, известный сторонник поиска внеземной жизни, предположил жизнь на нейтронных звёздах: существа с жизненным циклом в миллионы раз быстрее, чем у земных организмов, состоящие из сверхмалых «ядерных молекул». Названная «фантазийной и лукавой», эта идея получила широкое распространение в научной фантастике. Карл Саган в 1976 году рассматривал возможность существования организмов, летающих в верхних слоях атмосферы Юпитера. Коэн и Стюарт также рассмотрели возможность жизни в атмосфере газовых гигантов и даже на Солнце.

### «Хорошие юпитеры»
«Хорошие юпитеры» — это планеты-гиганты, подобные Юпитеру в нашей Солнечной системе, орбита которых пролегает достаточно далеко от зоны обитаемости, чтобы не создавать там гравитационных возмущений, но достаточно близко, чтобы защищать землеподобные планеты двумя важными способами. Во-первых, они помогают стабилизировать орбиту, а значит, и климат на внутренних планетах. Во-вторых, они поддерживают внутреннюю часть Солнечной системы относительно свободной от комет и астероидов, которые могут столкнуться с обитаемыми планетами и привести к катастрофическим последствиям. У Юпитера радиус орбиты впятеро больше, чем у Земли. Геометрически подобный радиус орбиты можно ожидать и для «хороших юпитеров» в звёздных системах. «Ответственная роль» Юпитера наглядно проявилась в 1994, когда с ним столкнулась комета Шумейкеров — Леви 9: если бы не Юпитер, она могла бы проникнуть в область планет земной группы.
В ранней истории Солнечной системы Юпитер (и, в меньшей мере, Сатурн) играл, по некоторым представлениям, противоположную роль: он повышал эксцентриситет орбит различных объектов в поясе астероидов и за ним, благодаря чему эти объекты попадали в район земной орбиты. Падая на Землю, они приносили на неё воду и другие лёгкие вещества, которыми богата внешняя часть Солнечной системы. Моделирование показывает, что Земля обогащалась водой за счёт таких тел до тех пор, пока не достигла половины своей современной массы. Согласно этому мнению, сейчас газовые гиганты выступают «защитниками» внутренних планет, а ранее они выступали «поставщиками» важных для жизни веществ. Однако юпитероподобные тела, чья орбита слишком близка к зоне обитаемости (как в системе 47 Большой Медведицы) или, тем более, пересекает эту зону (как в системе 16 Лебедя B), в любом случае сильно затрудняют появление землеподобных планет в таких системах (см. «стабильная зона обитаемости» выше).

### Влияние жизни на обитаемость
На жизнепригодность планеты существенно влияют не только абиотические факторы, но и результаты деятельности самой жизни. Важнейший пример этого в истории Земли — выработка кислорода древними цианобактериями (а потом и фотосинтезирующими растениями), что привело к сильному изменению состава земной атмосферы. Этот кислород сначала привёл к смене анаэробных сообществ аэробными, а впоследствии стал играть важнейшую роль для возникших позже животных.
Влияние жизни на жизнепригодность планеты привлекло интерес ряда исследователей и привело, в частности, к появлению довольно необычных гипотез, стоящих на позициях геотеизма. Гипотеза Геи, предложенная сэром Джеймсом Лавлоком, утверждает, что биосфера сама создаёт и поддерживает подходящие для себя условия и, таким образом, планета ведёт себя подобно живому организму. Известны и хорошо, и плохо подходящие под эту оценку природные явления.
Дэвид Гринспун выдвинул «гипотезу живых миров», в которой понятие жизнепригодности неотделимо от факта существования жизни. Согласно этой гипотезе, планеты, «живые» геологически и метеорологически, скорее всего будут иметь и биологическую жизнь, — «планета и жизнь на ней будут развиваться совместно».
В изданной в 2004 году книге «Привилегированная планета» (The Privileged Planet) астроном Гильермо Гонсалес (Guillermo Gonzalez) и философ Джей Ричардс (Jay Richards) исследовали возможность связи между обитаемостью планеты и её пригодностью для наблюдения за остальной частью Вселенной. Книга была раскритикована как проявление идеи «разумного замысла» и ненаучности.

## Индексы ESI и PHI
Для оценки пригодности планет для жизни и вероятности её существования была разработана система ранжирования, которая состоит из двух индексов: индекс подобия Земле (ESI) и индекс обитаемости планеты (PHI).
Первый показывает схожесть планеты с Землёй и основан на сравнении физических параметров планеты с аналогичными параметрами Земли. Он учитывает размер, массу, плотность, расстояние от звезды и температуру на планете.
Второй характеризует вероятность существования жизни на планете и вычисляется с учётом дополнительных факторов: тип поверхности планеты (скалистая или ледяная), наличие атмосферы и магнитного поля, количество энергии, доступной для потенциальных организмов (свет звезды или приливное трение, разогревающее недра), наличие органических соединений и какого-либо жидкого растворителя.

## Заметки
- Заметка a: Эта статья — о современном научном взгляде на возможность обитаемости планет. Она не затрагивает исторические взгляды и внеземную жизнь в литературе. Обсуждение вопроса о вероятности существования внеземной жизни см. в статьях «уравнение Дрейка» и «парадокс Ферми».
- Заметка b: Жизнь появилась на Земле приблизительно через 500 млн лет после формирования планеты. Столько времени стабильно существует часть звёзд класса B (светят от 10 до 600 млн лет), звёзды класса A (от 600 млн до 1,2 млрд лет) и многие более холодные. Возможно, жизнь способна появиться и на планетах звёзд B- и A-класса, но она почти наверняка не смогла бы достигнуть высокого уровня развития, ибо эти звёзды живут недолго, причём их светимость быстро растёт. Жизнь около звёзд класса O исключительно маловероятна, так как они светят менее 10 млн лет.
- Заметка c: Тот факт, что Европа и Титан (расположенные за 3,5 и 8 а.е. от границы зоны обитаемости Солнца) рассматриваются как важные кандидаты в жизнепригодные тела, подчёркивает проблематичность выработки чётких критериев зоны обитаемости. Приливный нагрев и альтернативная биохимия могут обеспечить возможность жизни на телах, не попадающих в эту зону в её обычном понимании.
- Заметка d: В книге Evolving the Alien Джек Коэн (Jack Cohen) и Айэн Стюарт (Ian Stewart) рассматривали возможность жизни в облаках газовых гигантов. Для случая Юпитера эту тему развивал и Карл Саган[50][51].
- Заметка e: Многие учёные склоняются к выводу, что микроорганизмы могут быть широко распространены во Вселенной. Это мнение основано в немалой мере на существовании земных экстремофилов, процветающих в очень враждебных средах. Существование сложных организмов намного более спорно. В своей работе «Уникальная Земля: почему живые сообщества не распространены во Вселенной» (Rare Earth: Why Complex Life Is Uncommon in the Universe) Питер Ворд (Peter Ward) и Доналд Браунли (Donald Brownlee) утверждают, что микроскопические организмы, вероятно, широко распространены, а сложные многоклеточные, возможно, есть только на Земле. Это мнение хорошо согласуется с данными по истории Земли: сложные животные широко распространились лишь около 600 млн лет назад — спустя более 3 млрд лет после появления первых живых организмов. То, что земная жизнь так долго оставалась одноклеточной, указывает на то, что появление сложных форм жизни маловероятно.
- Заметка f: В Солнечной системе есть резкий разрыв по массе между землеподобными и гигантскими планетами: самые маленькие гиганты, Уран и Нептун, тяжелее Земли (самой большой и массивной землеподобной планеты) в 13 и 17 раз соответственно. Это, вероятно, случайность, так как никаких препятствий для появления планет промежуточной массы не видно, и в других планетных системах они есть (см. например, OGLE-2005-BLG-390L b). Такие планеты могут быть хорошими кандидатами на роль обитаемых, так как они достаточно велики для сохранения в течение миллиардов лет геологической активности и плотной атмосферы, но не так велики, чтобы набрать сверхплотную газовую оболочку, исключающую жизнь земного типа.
- Заметка g: Согласно господствующей теории, Луна образовалась, когда объект размером с Марс столкнулся с Землёй по косой траектории, и выброшенный ударом материал, слившись в единое целое, образовал на орбите новый объект («теория гигантского столкновения»). В «Уникальной Земле» Ворд (Ward) и Браунли (Brownlee) отмечают, что такие удары, вероятно, редки, что делает маловероятным появление систем, подобных системе Земля — Луна и, следовательно, понижает вероятность существования других обитаемых планет. Однако не доказано, что спутник обязателен для жизнепригодности планеты; кроме того, возможны и другие пути формирования спутника.